# Samuel Dinsmoor junior

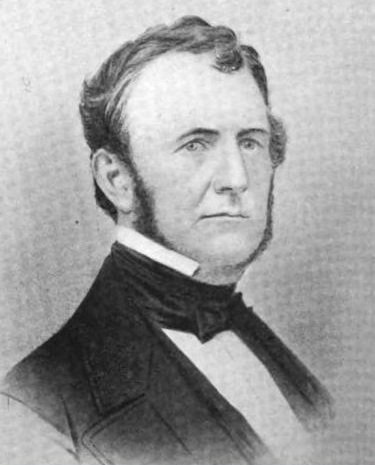
Samuel Dinsmoor jr.

Samuel Dinsmoor junior (* 8. Mai 1799 in Keene, New Hampshire; † 24. Februar 1869 ebenda) war ein US-amerikanischer Politiker und von 1849 bis 1852  Gouverneur des Bundesstaates New Hampshire.

## Frühe Jahre
Samuel war der Sohn des früheren Kongressabgeordneten Samuel Dinsmoor, der zwischen 1831 und 1834 auch Gouverneur von New Hampshire war. Er besuchte bis 1814 das Dartmouth College. Nach einem anschließenden Jurastudium wurde er im Jahr 1818 als Rechtsanwalt zugelassen. Von 1819 bis 1823 war er Assistent von James Miller, dem Territorialgouverneur im Arkansas-Territorium. Nach Millers Rücktritt von diesem Amt kehrte Dinsmoor mit ihm nach New Hampshire zurück und begann als Rechtsanwalt zu arbeiten. Ab 1830 war er auch bei der Ashuelot Bank in Keene angestellt, deren Präsident sein Vater war. Nach dem Tod seines Vaters übernahm er die Bank. Das Amt des Bankchefs übte er neben seinen anderen Tätigkeiten bis zu seinem Tod aus.

## Politischer Aufstieg und Gouverneur von New Hampshire
Zwischen 1826 und 1830 war er Schriftführer (Clerk) im Senat von New Hampshire. Im Jahr 1825 war er einer von zwei Eskortbegleitungen beim Besuch des französischen Generals Lafayette. Im Jahr 1849 wurde er als Kandidat der Demokratischen Partei zum Gouverneur seines Staates gewählt. Samuel Dinsmoor trat sein neues Amt am 7. Juni 1849 an. Nachdem er in den Jahren 1850 und 1851 jeweils wiedergewählt worden war, konnte er bis zum 3. Juni 1852 im Amt bleiben. In seiner Amtszeit wurde die Miliz neu gegliedert. Unter anderem wurden alle weißen, männlichen Einwohner des Staates zur Miliz verpflichtet. Allerdings mussten sie nur im Kriegsfalle oder in anderen Ausnahmesituationen tatsächlich aktiv werden. Dinsmoor versuchte auch die Macht der Firmen und Gesellschaften durch staatliche Kontrollen zu beschneiden. Das betraf auch die staatliche Eisenbahngesellschaft.

## Weiterer Lebenslauf
Nach dem Ende seiner Amtszeit zog sich Dinsmoor aus der Politik zurück. Er blieb aber weiterhin als Rechtsanwalt und Leiter seiner Bank aktiv. Er starb am 24. Februar 1869. Gouverneur Dinsmoor war zweimal verheiratet und hatte insgesamt zwei Kinder.